# Jean-Baptiste-Éric Dorion
Pour les articles homonymes, voir Dorion.
Jean-Baptiste-Éric Dorion, né le 17 septembre 1826 à Sainte-Anne-de-la-Pérade et mort le 1er novembre 1866, est un commis marchand, journaliste, colon-défricheur et homme politique canadien.

## Biographie
Jean-Baptiste-Éric Dorion est né le 17 septembre 1826 à Sainte-Anne-de-la-Pérade dans la région de la Mauricie, au Québec, au Canada.
Il est surnommé « l’Enfant terrible ».
Autodidacte, il est commis marchand, journaliste, colon-défricheur et homme politique.
Il est le fils de Pierre-Antoine Dorion, négociant à Sainte-Anne-de-la-Pérade et longtemps député à l’Assemblée du Bas-Canada, et de Geneviève Bureau. Son père avait immigré en 1684 de Salies-de-Béarn en France. Né dans une famille de dix enfants, il est le frère cadet d’Antoine-Aimé Dorion (1818-1891).
Élevé dans un milieu lié aux Patriotes de 1837-1838, il est l’ardent défenseur des idées politiques libérales. Membre du groupe des « rouges » (libéraux radicaux), il fonde plusieurs journaux pour propager les idées de ce mouvement, dont Gros-Jean L’Escogriffe en 1842, L'Avenir en 1847 et le Défricheur en 1862.
Jean-Baptiste-Éric Dorion lutte pour l’abolition des dîmes et de la tenure seigneuriale, pour le « gouvernement responsable » (responsabilité ministérielle) et l’annexion du Canada aux États-Unis.
Il est l’un des fondateurs de l'Institut canadien de Montréal, en 1844. Il en est le président en 1850. L’Institut comprenait une bibliothèque et une salle de lecture, ainsi que des salles de conférences. Voué à la diffusion des idées libérales au Canada, l’Institut possédait de nombreux livres désavoués par l’Église catholique et recevait des journaux étrangers. De 1856 à 1871, l'Institut présente 128 conférences publiques, 68 conférences privées réservées à ses membres et tiendra 213 débats, sous la forme d'une joute oratoire, qui ont lancé la mode des assemblées contradictoires en temps d'élection.
Ces activités, abordant des sujets tels que la théorie de l’évolution ou le pouvoir pontifical, étaient souvent l’objet de controverses. C’est à l’initiative de l’Institut canadien que fut élevé le premier monument aux patriotes de 1837-1838. En 1858, Ignace Bourget, évêque de Montréal, ordonna à l’Institut d’expurger sa bibliothèque. De nombreux membres commencèrent alors à quitter l’Institut canadien de Montréal qui fut définitivement condamné par Rome en 1869. L’évêque Bourget frappa alors l’Institut d’interdit, refusant les sacrements et la sépulture chrétienne à ceux qui continuaient à en faire partie. Ce fut un coup fatal : la salle de conférences ferma ses portes en 1871 et la bibliothèque en 1880.
Jean-Baptiste-Éric Dorion fonde l’Association pour le peuplement des Cantons de l’Est pour favoriser l’installation de Canadiens français dans cette région alors majoritairement anglophone et, en 1852, déménage dans le canton de Durham où il fonda le village de L'Avenir nommé d’après son défunt journal, L'Avenir. Cet anticlérical y construisit une église et un presbytère, attirant sur place un bureau de poste, un magasin et une scierie, tout cela sans cesser son activité politique : député de Drummond-Arthabaska à l’Assemblée législative du Canada-Uni en 1854, il garda ce poste jusqu’à sa défaite aux élections de 1858, puis fut réélu en 1861.
Ardent promoteur de l’éducation des masses, il fonde l’Institut des artisans du comté de Drummond en 1856.
Terrassé par une crise cardiaque, Jean-Baptiste-Éric Dorion meurt le 1er novembre 1866 à l'âge de 40 ans dans le village qu’il avait fondé.